# Герасим (схимонах Иркутский)
Герасим (ум. 1676) — схимонах, строитель Иркутского Вознесенского монастыря.

## Биография
Герасим прибыл в Восточную Сибирь с дружиной русских, основавших город Иркутск (первоначально Иркутский острог). В 1672 году старец Герасим с благословения митрополита Сибирского Корнилия положил основание Вознесенской пустыни, впоследствии преобразованной в Вознесенский монастырь.

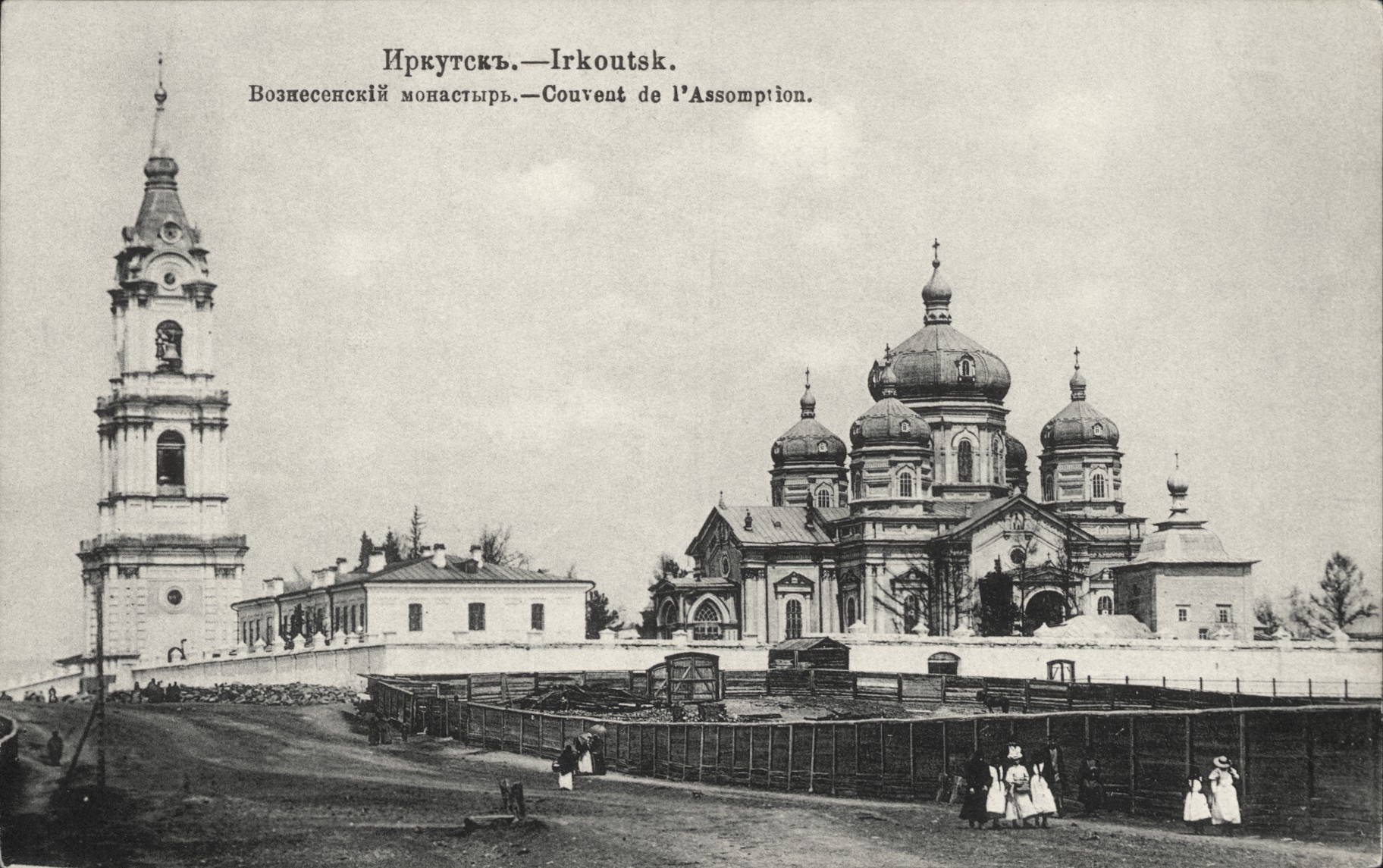
Вознесенский монастырь (1910-е)

В 5 верстах от Иркутска, вниз по Ангаре, на её левом берегу он соорудил деревянную церковь во имя Вознесения Господня с приделом Одигитрии, сделал деревянную ограду и построил келии для братии. 
20 января 1676 года старец Герасим преставился и был погребён в монастырской ограде в деревянном гробу-колоде. 
В 1802 году при копании рва для монастырской стены гроб его был обретен нетленным; найден был и надгробный камень. В том же году над могилой строителя монастыря сооружена была двухэтажная часовня, именуемая башней Герасима, а в 1840 году в подполье над гробом был сделан каменный склеп. В часовне хранился портрет старца Герасима, его посох и аналой, вышина которого показывает, что старец был высокого роста. 
Иркутские жители чтут Герасима как святого; с 1900 года еженедельно по субботам после ранней обедни служилась панихида по старцу, а в часовне лития.
В 1933 году все церковные здания, за исключением Успенской церкви, были снесены большевиками-вандалами; обезглавленная Успенская церковь была осквернена: стала клубом, а освящённый колодец использовался как общественный туалет. После падения коммунистического режима с 1998 года в Успенской церкви была возобновлена духовная служба. С тех пор служители и православные прихожане пытаются возродить былое величие обители.